# ЖФК «Спартак» Москва в сезоне 2025
Сезон 2025 года стал для женского футбольного клуба «Спартак» (Москва) 10-м в его истории и 2-м после возрождения основной команды в 2023 году. Команда принимает участие в 34-м чемпионате страны и в 33-м розыгрыше Кубка России.

## Стадион

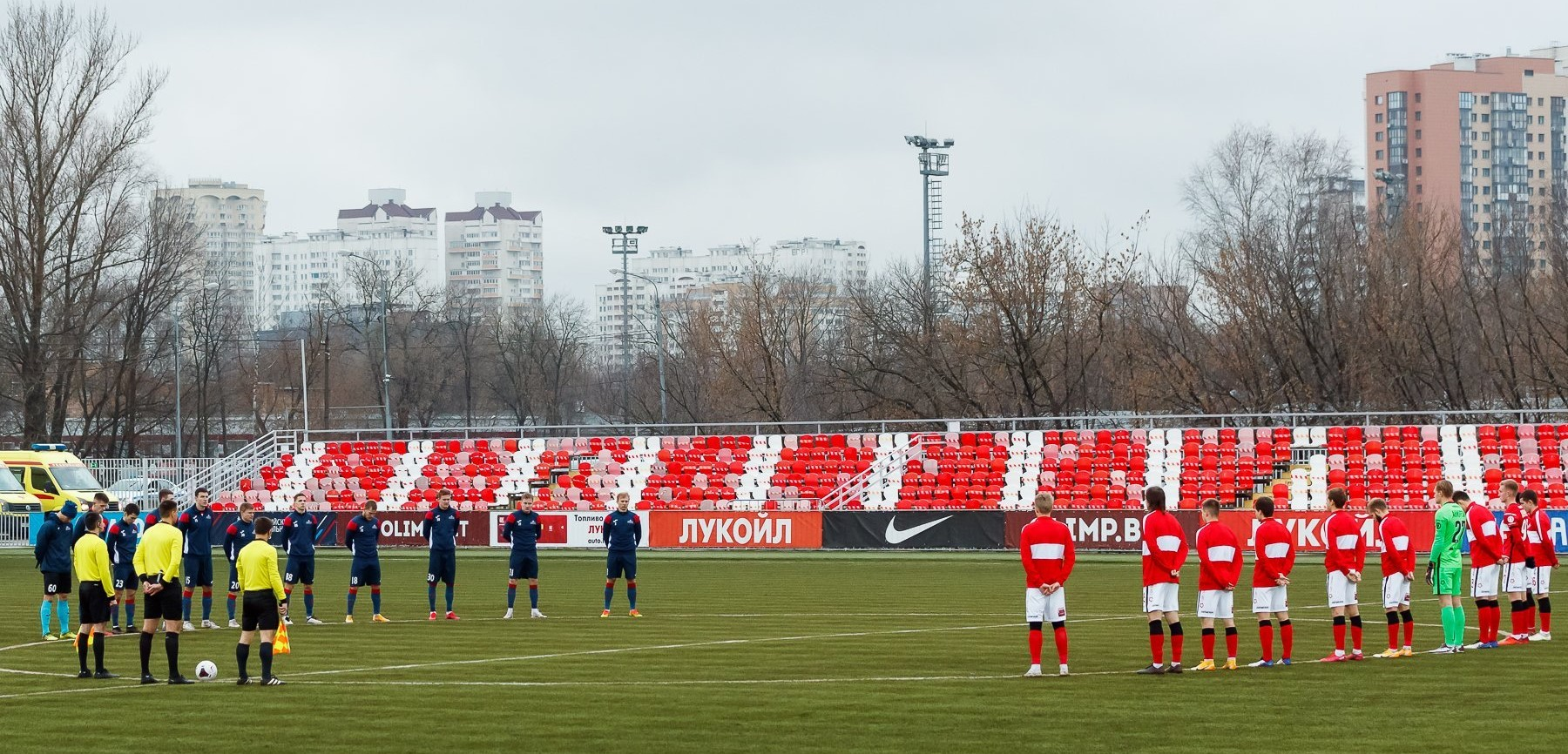
Стадион академии ФК «Спартак» имени Черенкова — домашний стадион женского «Спартака»

Женская команда «Спартака» большинство своих матчей проводит на стадионе академии ФК «Спартак» имени Черенкова, находящегося в Сокольниках, вместимостью 3077 зрителей. Стадион имеет искусственное покрытие.
Также часть матчей может быть проведено на «Лукойл Арене», домашнем стадионе мужской команды, вместимостью 45 496 зрителей.

## Состав

### Основной состав
| 1  | Флаг России               | Вр  | Елизавета Щербакова      | 1997 |  |  |  |  |  |
| 16 | Флаг России               | Вр  | Диана Новикова           | 2003 |  |  |  |  |  |
| 24 | Флаг России               | Вр  | Виктория Носенко         | 1994 |  |  |  |  |  |
|    |                           |     |                          |      |  |  |  |  |  |
| 3  | Флаг России               | Защ | Анна Кожникова (капитан) | 1987 |  |  |  |  |  |
| 4  | Флаг Беларуси             | Защ | Валерия Богдан           | 2000 |  |  |  |  |  |
| 5  | Флаг России               | Защ | Карина Бакланова         | 1993 |  |  |  |  |  |
| 15 | Флаг Армении              | Защ | Светлана Карагёзян       | 2004 |  |  |  |  |  |
| 18 | Флаг России               | Защ | Алина Мягкова            | 1999 |  |  |  |  |  |
| 21 | Флаг России               | Защ | Наталья Морозова         | 1995 |  |  |  |  |  |
| 23 | Флаг Боснии и Герцеговины | Защ | Лидия Кулиш              | 1992 |  |  |  |  |  |
| 77 | Флаг России               | Защ | Вероника Наумова         | 1995 |  |  |  |  |  |
|    |                           |     |                          |      |  |  |  |  |  |
| 8  | Флаг Сербии               | ПЗ  | Дина Благоевич           | 1997 |  |  |  |  |  |
| 10 | Флаг России               | ПЗ  | Марина Фёдорова          | 1997 |  |  |  |  |  |
| 12 | Флаг России               | ПЗ  | Анастасия Колокольчикова | 2006 |  |  |  |  |  |

| 13 | Флаг Словении | ПЗ  | Лара Ивануша         | 1997 |  |  |  |  |  |
| 19 | Флаг России   | ПЗ  | Татьяна Чередина     | 1991 |  |  |  |  |  |
| 20 | Флаг Сербии   | ПЗ  | Тияна Филипович      | 1999 |  |  |  |  |  |
| 33 | Флаг России   | ПЗ  | Ксения Коноваева     | 2005 |  |  |  |  |  |
| 45 | Флаг России   | ПЗ  | Ксения Кулешова      | 2003 |  |  |  |  |  |
| 80 | Флаг России   | ПЗ  | Маргарита Литвиненко | 2005 |  |  |  |  |  |
| 93 | Флаг России   | ПЗ  | Кристина Петкус      | 2000 |  |  |  |  |  |
|    |               |     |                      |      |  |  |  |  |  |
| 7  | Флаг России   | Нап | Лина Якупова         | 1990 |  |  |  |  |  |
| 9  | Флаг России   | Нап | Наталья Машина       | 1997 |  |  |  |  |  |
| 11 | Флаг России   | Нап | Кристина Черкасова   | 2000 |  |  |  |  |  |
| 17 | Флаг России   | Нап | Яна Свистунова       | 2006 |  |  |  |  |  |
| 55 | Флаг России   | Нап | Валерия Кузнецова    | 2005 |  |  |  |  |  |
| 76 | Флаг России   | Нап | Кристина Табукова    | 2006 |  |  |  |  |  |

### Молодёжный состав
| 96 | Флаг России | Вр  | Ангелина Широченко    | 2006 |  |  |  |  |  |
| —  | Флаг России | Вр  | Анастасия Емельянова  | 2009 |  |  |  |  |  |
|    |             |     |                       |      |  |  |  |  |  |
| 35 | Флаг России | Защ | Дарья Крученкова      | 2005 |  |  |  |  |  |
| 36 | Флаг России | Защ | Мирослава Кармадонова | 2007 |  |  |  |  |  |
| 44 | Флаг России | Защ | Анна Халиулина        | 2007 |  |  |  |  |  |
| 66 | Флаг России | Защ | Светлана Глаголева    | 2005 |  |  |  |  |  |
| 71 | Флаг России | Защ | Ляля Холматова        | 2007 |  |  |  |  |  |
| 99 | Флаг России | Защ | Алина Сижажева        | 2008 |  |  |  |  |  |
|    |             |     |                       |      |  |  |  |  |  |
| 14 | Флаг России | ПЗ  | Анастасия Бециву      | 2006 |  |  |  |  |  |
| 22 | Флаг России | ПЗ  | Елизавета Быстрова    | 2006 |  |  |  |  |  |
| 30 | Флаг России | ПЗ  | Елена Тропина         | 2006 |  |  |  |  |  |

| 34 | Флаг России | ПЗ  | Анастасия Бовтунова   | 2008 |  |  |  |  |  |
| 38 | Флаг России | ПЗ  | Таисия Чистова        | 2008 |  |  |  |  |  |
| 39 | Флаг России | ПЗ  | Дарья Смирнова        | 2008 |  |  |  |  |  |
| 42 | Флаг России | ПЗ  | Полина Бородина       | 2008 |  |  |  |  |  |
| 61 | Флаг России | ПЗ  | Елизавета Петрунькина | 2005 |  |  |  |  |  |
| 80 | Флаг России | ПЗ  | Анастасия Янковска    | 2004 |  |  |  |  |  |
| 88 | Флаг России | ПЗ  | София Щербина         | 2006 |  |  |  |  |  |
|    |             |     |                       |      |  |  |  |  |  |
| 37 | Флаг России | Нап | Кристина Кириченко    | 2008 |  |  |  |  |  |
| 75 | Флаг России | Нап | Валерия Кондакова     | 2007 |  |  |  |  |  |
| —  | Флаг России | Нап | Виолетта Кахраманзаде | 2008 |  |  |  |  |  |

## Руководство клуба
- Александр Матыцин — председатель совета директоров
- Олег Малышев — генеральный директор
- Елена Терехова — директор
- Франсис Кахигао[англ.] — спортивный директор
- Дмитрий Волков — финансовый директор
- Артём Ребров — технический координатор
- Кирилл Козлов — руководитель медицинского департамента
- Михаил Пряничников — директор по коммуникациям
- Дмитрий Зеленов — руководитель пресс-службы
- Жоаким Пинту — руководитель селекционного департамента

## Тренерский штаб
Основной состав
- Вадим Козлов — главный тренер
- Сергей Свечкарь — ассистент главного тренера
- Матвей Францкевич — тренер вратарей
- Борис Чирва — аналитик
- Сергей Сухомлинов — аналитик
- Ангелина Сома — тренер по физической подготовке

Молодёжный состав
- Иван Квасов — главный тренер
- Маргарита Ерёмина — ассистент главного тренера
- Евгения Щанина — тренер по физической подготовке
- Глеб Ефимов — тренер вратарей

## Административный штаб
Основной состав
- Дмитрий Кириллов — начальник команды
- Ксения Архипова — пресс-атташе

Молодёжный состав
- Елена Рыбкина — начальник команды
- Михаил Федотов — администратор

## Медицинский штаб
Основной состав
- Артём Рыженко — врач
- Артемий Богомолов — массажист

Молодёжный состав
- Дарья Гамидова — врач
- Дмитрий Ушков — массажист

## Трансферы

### Пришли в клуб
| # | №  | Позиция | Игрок                 | Прежний клуб           | Сумма           | Дата            | Ссылка      |
| - | -- | ------- | --------------------- | ---------------------- | --------------- | --------------- | ----------- |
| 1 | —  | Нап     | Виолетта Кахраманзаде | СШ «Ротор»             | свободный агент | 3 ноября 2024   | [ 4 ] [ 5 ] |
| 2 | 15 | Защ     | Светлана Карагёзян    | Чертаново              | свободный агент | 13 декабря 2024 | [ 6 ]       |
| 3 | 7  | Нап     | Лина Якупова          | Зенит                  | свободный агент | 20 декабря 2024 | [ 7 ]       |
| 4 | 13 | ПЗ      | Лара Ивануша          | Абу-Даби               | свободный агент | 13 января 2025  | [ 8 ]       |
| 5 | 23 | Защ     | Лидия Кулиш           | Абу-Даби               | свободный агент | 13 января 2025  | [ 9 ]       |
| 6 | 76 | Нап     | Кристина Табукова     | Рязань-ВДВ             | аренда          | 15 января 2025  | [ 10 ]      |
| 7 | 80 | ПЗ      | Маргарита Литвиненко  | УОР №5 – Мастер-Сатурн | свободный агент | 16 января 2025  | [ 11 ]      |
| 8 | 55 | Нап     | Валерия Кузнецова     | УОР №5 – Мастер-Сатурн | свободный агент | 16 января 2025  | [ 11 ]      |
| 9 | 17 | Нап     | Яна Свистунова        | Чертаново              | свободный агент | 18 января 2025  | [ 12 ]      |

### Ушли из клуба
| # | №  | Позиция | Игрок            | Новый клуб  | Сумма           | Дата           | Ссылка        |
| - | -- | ------- | ---------------- | ----------- | --------------- | -------------- | ------------- |
| 1 | 23 | ПЗ      | Валерия Зарубина | Енисей      | свободный агент | 10 января 2025 | [ 13 ] [ 14 ] |
| 2 | 11 | Нап     | Татьяна Морина   | Рязань-ВДВ  | свободный агент | 10 января 2025 | [ 13 ] [ 15 ] |
| 3 | 6  | ПЗ      | Джоан Набирье    | Трабзонспор | свободный агент | 20 января 2025 | [ 16 ] [ 17 ] |

### Ушли в аренду
| # | №  | Позиция | Игрок            | Команда    | Сумма     | Начало         | Конец           | Ссылка |
| - | -- | ------- | ---------------- | ---------- | --------- | -------------- | --------------- | ------ |
| 1 | 51 | ПЗ      | Вероника Анисина | Рязань-ВДВ | бесплатно | 28 января 2025 | 31 декабря 2025 | [ 18 ] |
| 2 | 40 | Защ     | Дарья Маркова    | Рязань-ВДВ | бесплатно | 28 января 2025 | 31 декабря 2025 | [ 18 ] |

## Статистика сезона

### Игры и голы
В статистику включены только официальные матчи.
| №.            | Нац.                      | Позиция | Игрок                    | Всего   | Всего   | Суперлига | Суперлига | Кубок России | Кубок России |
| №.            | Нац.                      | Позиция | Игрок                    | Игры    | Голы    | Игры      | Голы      | Игры         | Голы         |
| Вратари       | Вратари                   | Вратари | Вратари                  | Вратари | Вратари | Вратари   | Вратари   | Вратари      | Вратари      |
| ------------- | ------------------------- | ------- | ------------------------ | ------- | ------- | --------- | --------- | ------------ | ------------ |
| 1             | Флаг России               | Вр      | Елизавета Щербакова      | 18      | -8      | 16        | -7        | 2            | -1           |
| 16            | Флаг России               | Вр      | Диана Новикова           | 0       | 0       | 0         | 0         | 0            | 0            |
| 24            | Флаг России               | Вр      | Виктория Носенко         | 0       | 0       | 0         | 0         | 0            | 0            |
| Защитники     |                           |         |                          |         |         |           |           |              |              |
| 3             | Флаг России               | Защ     | Анна Кожникова           | 18      | 2       | 16        | 2         | 2            | 0            |
| 4             | Флаг Беларуси             | Защ     | Валерия Богдан           | 5       | 0       | 4         | 0         | 1            | 0            |
| 5             | Флаг России               | Защ     | Карина Бакланова         | 2       | 0       | 2         | 0         | 0            | 0            |
| 15            | Флаг Армении              | Защ     | Светлана Карагёзян       | 3       | 0       | 3         | 0         | 0            | 0            |
| 18            | Флаг России               | Защ     | Алина Мягкова            | 18      | 0       | 16        | 0         | 2            | 0            |
| 21            | Флаг России               | Защ     | Наталья Морозова         | 17      | 3       | 15        | 2         | 2            | 1            |
| 23            | Флаг Боснии и Герцеговины | Защ     | Лидия Кулиш              | 17      | 0       | 15        | 0         | 2            | 0            |
| 44            | Флаг России               | Защ     | Анна Халиулина           | 5       | 0       | 4         | 0         | 1            | 0            |
| 77            | Флаг России               | Защ     | Вероника Наумова         | 0       | 0       | 0         | 0         | 0            | 0            |
| Полузащитники |                           |         |                          |         |         |           |           |              |              |
| 8             | Флаг Сербии               | ПЗ      | Дина Благоевич           | 18      | 1       | 16        | 1         | 2            | 0            |
| 10            | Флаг России               | ПЗ      | Марина Фёдорова          | 16      | 4       | 14        | 4         | 2            | 0            |
| 12            | Флаг России               | ПЗ      | Анастасия Колокольчикова | 6       | 0       | 5         | 0         | 1            | 0            |
| 13            | Флаг Словении             | ПЗ      | Лара Ивануша             | 16      | 2       | 14        | 2         | 2            | 0            |
| 19            | Флаг России               | ПЗ      | Татьяна Чередина         | 6       | 0       | 6         | 0         | 0            | 0            |
| 20            | Флаг Сербии               | ПЗ      | Тияна Филипович          | 18      | 13      | 16        | 12        | 2            | 1            |
| 33            | Флаг России               | ПЗ      | Ксения Коноваева         | 1       | 0       | 1         | 0         | 0            | 0            |
| 45            | Флаг России               | ПЗ      | Ксения Кулешова          | 0       | 0       | 0         | 0         | 0            | 0            |
| 80            | Флаг России               | ПЗ      | Маргарита Литвиненко     | 1       | 0       | 1         | 0         | 0            | 0            |
| 93            | Флаг России               | ПЗ      | Кристина Петкус          | 6       | 0       | 4         | 0         | 2            | 0            |
| Нападающие    |                           |         |                          |         |         |           |           |              |              |
| 7             | Флаг России               | Нап     | Лина Якупова             | 18      | 9       | 16        | 6         | 2            | 3            |
| 9             | Флаг России               | Нап     | Наталья Машина           | 17      | 6       | 15        | 6         | 2            | 0            |
| 11            | Флаг России               | Нап     | Кристина Черкасова       | 16      | 2       | 14        | 1         | 2            | 1            |
| 17            | Флаг России               | Нап     | Яна Свистунова           | 9       | 1       | 9         | 1         | 0            | 0            |
| 55            | Флаг России               | Нап     | Валерия Кузнецова        | 8       | 2       | 8         | 2         | 0            | 0            |
| 76            | Флаг России               | Нап     | Кристина Табукова        | 0       | 0       | 0         | 0         | 0            | 0            |

### Дисциплинарные показатели
В статистику включены только официальные матчи.
| 1             | Флаг России               | Вр    | Елизавета Щербакова      | 0  | 0 | 0 | 0 | 0 | 0 | 0  | 0 | 0 |
| 16            | Флаг России               | Вр    | Диана Новикова           | 0  | 0 | 0 | 0 | 0 | 0 | 0  | 0 | 0 |
| 24            | Флаг России               | Вр    | Виктория Носенко         | 0  | 0 | 0 | 0 | 0 | 0 | 0  | 0 | 0 |
| Защитники     |                           |       |                          |    |   |   |   |   |   |    |   |   |
| 3             | Флаг России               | Защ   | Анна Кожникова           | 0  | 0 | 0 | 0 | 0 | 0 | 0  | 0 | 0 |
| 4             | Флаг Беларуси             | Защ   | Валерия Богдан           | 1  | 0 | 0 | 0 | 0 | 0 | 1  | 0 | 0 |
| 5             | Флаг России               | Защ   | Карина Бакланова         | 0  | 0 | 0 | 0 | 0 | 0 | 0  | 0 | 0 |
| 15            | Флаг Армении              | Защ   | Светлана Карагёзян       | 0  | 0 | 0 | 0 | 0 | 0 | 0  | 0 | 0 |
| 18            | Флаг России               | Защ   | Алина Мягкова            | 1  | 0 | 0 | 0 | 0 | 0 | 1  | 0 | 0 |
| 21            | Флаг России               | Защ   | Наталья Морозова         | 4  | 0 | 0 | 0 | 0 | 0 | 4  | 0 | 0 |
| 23            | Флаг Боснии и Герцеговины | Защ   | Лидия Кулиш              | 1  | 0 | 0 | 0 | 0 | 0 | 1  | 0 | 0 |
| 77            | Флаг России               | Защ   | Вероника Наумова         | 0  | 0 | 0 | 0 | 0 | 0 | 0  | 0 | 0 |
| Полузащитники |                           |       |                          |    |   |   |   |   |   |    |   |   |
| 8             | Флаг Сербии               | ПЗ    | Дина Благоевич           | 2  | 0 | 0 | 1 | 0 | 0 | 3  | 0 | 0 |
| 10            | Флаг России               | ПЗ    | Марина Фёдорова          | 0  | 0 | 0 | 0 | 0 | 0 | 0  | 0 | 0 |
| 12            | Флаг России               | ПЗ    | Анастасия Колокольчикова | 1  | 0 | 0 | 0 | 0 | 0 | 1  | 0 | 0 |
| 13            | Флаг Словении             | ПЗ    | Лара Ивануша             | 0  | 0 | 0 | 0 | 0 | 0 | 0  | 0 | 0 |
| 19            | Флаг России               | ПЗ    | Татьяна Чередина         | 0  | 0 | 0 | 0 | 0 | 0 | 0  | 0 | 0 |
| 20            | Флаг Сербии               | ПЗ    | Тияна Филипович          | 3  | 0 | 0 | 0 | 0 | 0 | 3  | 0 | 0 |
| 33            | Флаг России               | ПЗ    | Ксения Коноваева         | 0  | 0 | 0 | 0 | 0 | 0 | 0  | 0 | 0 |
| 45            | Флаг России               | ПЗ    | Ксения Кулешова          | 0  | 0 | 0 | 0 | 0 | 0 | 0  | 0 | 0 |
| 80            | Флаг России               | ПЗ    | Маргарита Литвиненко     | 0  | 0 | 0 | 0 | 0 | 0 | 0  | 0 | 0 |
| 93            | Флаг России               | ПЗ    | Кристина Петкус          | 1  | 0 | 0 | 0 | 0 | 0 | 1  | 0 | 0 |
| Нападающие    |                           |       |                          |    |   |   |   |   |   |    |   |   |
| 7             | Флаг России               | Нап   | Лина Якупова             | 0  | 0 | 0 | 0 | 0 | 0 | 0  | 0 | 0 |
| 9             | Флаг России               | Нап   | Наталья Машина           | 2  | 0 | 0 | 0 | 0 | 0 | 2  | 0 | 0 |
| 11            | Флаг России               | Нап   | Кристина Черкасова       | 1  | 0 | 0 | 0 | 0 | 0 | 1  | 0 | 0 |
| 17            | Флаг России               | Нап   | Яна Свистунова           | 0  | 0 | 0 | 0 | 0 | 0 | 0  | 0 | 0 |
| 55            | Флаг России               | Нап   | Валерия Кузнецова        | 0  | 0 | 0 | 0 | 0 | 0 | 0  | 0 | 0 |
| 76            | Флаг России               | Нап   | Кристина Табукова        | 0  | 0 | 0 | 0 | 0 | 0 | 0  | 0 | 0 |
| Сотрудники    |                           |       |                          |    |   |   |   |   |   |    |   |   |
| —             | Флаг России               | ГТ    | Вадим Козлов             | 1  | 0 | 1 | 0 | 0 | 0 | 1  | 0 | 1 |
| Всего         | Всего                     | Всего | Всего                    | 18 | 0 | 1 | 1 | 0 | 0 | 19 | 0 | 1 |

### Бомбардиры
Включает в себя все официальные игры. Список отсортирован по итоговому результату.
| Позиция      | Национальность | Номер | Игрок              | Суперлига | Кубок России | Итого |
| ------------ | -------------- | ----- | ------------------ | --------- | ------------ | ----- |
| Полузащитник | Сербия         | 20    | Тияна Филипович    | 12        | 1            | 13    |
| Нападающий   | Россия         | 7     | Лина Якупова       | 6         | 3            | 9     |
| Нападающий   | Россия         | 9     | Наталья Машина     | 6         | 0            | 6     |
| Полузащитник | Россия         | 10    | Марина Фёдорова    | 4         | 0            | 4     |
| Защитник     | Россия         | 21    | Наталья Морозова   | 2         | 1            | 3     |
| Полузащитник | Словения       | 13    | Лара Ивануша       | 2         | 0            | 2     |
| Нападающий   | Россия         | 55    | Валерия Кузнецова  | 2         | 0            | 2     |
| Нападающий   | Россия         | 11    | Кристина Черкасова | 1         | 1            | 2     |
| Защитник     | Россия         | 3     | Анна Кожникова     | 2         | 0            | 2     |
| Нападающий   | Россия         | 17    | Яна Свистунова     | 1         | 0            | 1     |
| Полузащитник | Сербия         | 8     | Дина Благоевич     | 1         | 0            | 1     |
| Всего        | Всего          | Всего | Всего              | 39        | 6            | 45    |

### Голевые передачи
Включает в себя все официальные игры. Список отсортирован по итоговому результату.
| Позиция      | Национальность       | Номер | Игрок              | Суперлига | Кубок России | Итого |
| ------------ | -------------------- | ----- | ------------------ | --------- | ------------ | ----- |
| Полузащитник | Россия               | 10    | Марина Фёдорова    | 5         | 1            | 6     |
| Полузащитник | Сербия               | 20    | Тияна Филипович    | 6         | 0            | 6     |
| Нападающий   | Россия               | 11    | Кристина Черкасова | 3         | 2            | 5     |
| Нападающий   | Россия               | 7     | Лина Якупова       | 4         | 0            | 4     |
| Полузащитник | Сербия               | 8     | Дина Благоевич     | 2         | 0            | 2     |
| Нападающий   | Россия               | 55    | Валерия Кузнецова  | 2         | 0            | 2     |
| Нападающий   | Россия               | 9     | Наталья Машина     | 1         | 1            | 2     |
| Нападающий   | Россия               | 17    | Яна Свистунова     | 1         | 0            | 1     |
| Защитник     | Россия               | 3     | Анна Кожникова     | 1         | 0            | 1     |
| Защитник     | Босния и Герцеговина | 23    | Лидия Кулиш        | 1         | 0            | 1     |
| Всего        | Всего                | Всего | Всего              | 26        | 4            | 30    |

### «Сухие» матчи
Включает в себя все официальные игры. Список отсортирован по итоговому результату.
| Позиция | Национальность | Номер | Игрок               | Суперлига | Кубок России | Итого |
| ------- | -------------- | ----- | ------------------- | --------- | ------------ | ----- |
| Вратарь | Россия         | 1     | Елизавета Щербакова | 11        | 1            | 12    |
| Вратарь | Россия         | 16    | Диана Новикова      | 0         | 0            | 0     |
| Вратарь | Россия         | 24    | Виктория Носенко    | 0         | 0            | 0     |
| Всего   | Всего          | Всего | Всего               | 11        | 1            | 12    |

### Пенальти
В статистику включены только официальные матчи.
| Позиция      | Национальность | Номер | Игрок           | Дата            | Соревнование | Соперник           | Статус     |
| ------------ | -------------- | ----- | --------------- | --------------- | ------------ | ------------------ | ---------- |
| Полузащитник | Россия         | 10    | Марина Фёдорова | 16 августа 2025 | 18-й тур ЧР  | Чертаново (Москва) | Реализован |
| Полузащитник | Сербия         | 20    | Тияна Филипович | 16 августа 2025 | 18-й тур ЧР  | Чертаново (Москва) | Реализован |

### Капитаны в сезоне
В статистику включены только официальные матчи.
| № | Поз. | Стр.        | Игроки         | Старты | Прим.           |
| - | ---- | ----------- | -------------- | ------ | --------------- |
| 3 | Защ  | Флаг России | Анна Кожникова | 18     | Капитан команды |

### Тактические схемы
В статистику включены только официальные матчи.
| М  | Расстановка | Матчи     | Матчи        | Матчи | Матчи |
| М  | Расстановка | Суперлига | Кубок России |       |       |
| 17 | 4-3-3       | 15        | 2            |       |       |
| 1  | 4-2-3-1     | 1         |              |       |       |

### Общая статистика
В данной таблице не учитываются результаты товарищеских матчей.
| Сыграно матчей                        | 18 (16 — Суперлига, 2 — Кубок России)                      |
| Победы                                | 15 (13 — Суперлига, 2 — Кубок России)                      |
| Ничьи                                 | 3 (3 — Суперлига, 0 — Кубок России)                        |
| Поражения                             | 0 (0 — Суперлига, 0 — Кубок России)                        |
| Забито мячей                          | 47 (2,61 за игру)                                          |
| Пропущено мячей                       | 8 (0,44 за игру)                                           |
| Разница мячей                         | +39                                                        |
| Матчей на ноль                        | 12                                                         |
| Жёлтых карточек                       | 19 (1,06 за игру)                                          |
| Удаления                              | 1 (0,06 за игру)                                           |
| Худшая дисциплина                     | Наталья Морозова: — 4; — 0; — 0                            |
| Лучший счёт                           | 6:0 (Д) против «Рубина» — Суперлига, 13 тур, 22 июня 2025  |
| Худший счёт                           | 0:0 (Д) против «Зенита» — Суперлига, 6 тур, 19 апреля 2025 |
| Наибольшее число матчей без поражений | 18 (Суперлига — 1-16 туры; Кубок России — 1/8-1/4 финала)  |
| Наибольшее число поражений            |                                                            |
| Лучший бомбардир                      | Тияна Филипович (13 мячей)                                 |
| Лучший ассистент                      | Марина Фёдорова Тияна Филипович (6 передач)                |
| Гол + Пас                             | Тияна Филипович (13+6)                                     |
| Наибольшее число матчей               | 6 игроков (18 матчей)                                      |

## Соревнования
| Соревнование                    | Первый матч  | Последний матч | Раунд-начало | Итог выступления | Статистика выступлений | Статистика выступлений | Статистика выступлений | Статистика выступлений | Статистика выступлений | Статистика выступлений | Статистика выступлений | Статистика выступлений | Ссылка        |
| Соревнование                    | Первый матч  | Последний матч | Раунд-начало | Итог выступления | И                      | В                      | Н                      | П                      | ГЗ                     | ГП                     | РМ                     | В%                     | Ссылка        |
| ------------------------------- | ------------ | -------------- | ------------ | ---------------- | ---------------------- | ---------------------- | ---------------------- | ---------------------- | ---------------------- | ---------------------- | ---------------------- | ---------------------- | ------------- |
| Чемпионат России                | 7 марта 2025 | 8 ноября 2025  | 1-й тур      |                  | 16                     | 13                     | 3                      | 0                      | 41                     | 7                      | +34                    | 081,25                 | [ 19 ] [ 20 ] |
| Кубок России                    | 6 июля 2025  |                | 1/8 финала   |                  | 2                      | 2                      | 0                      | 0                      | 6                      | 1                      | +5                     | 100,00                 | [ 21 ] [ 22 ] |
| Всего                           | Всего        | Всего          | Всего        | Всего            | 18                     | 15                     | 3                      | 0                      | 47                     | 8                      | +39                    | 083,33                 |               |
| Обновлено: 16 августа 2025 года |              |                |              |                  |                        |                        |                        |                        |                        |                        |                        |                        |               |

## Суперлига

### Турнирная таблица
| Поз | Команда        | И  | В  | Н | П | МЗ | МП | РМ  | О  |
| --- | -------------- | -- | -- | - | - | -- | -- | --- | -- |
| 1   | ЦСКА           | 16 | 13 | 1 | 2 | 35 | 7  | +28 | 40 |
| 2   | Спартак        | 15 | 12 | 3 | 0 | 38 | 7  | +31 | 39 |
| 3   | Зенит          | 16 | 12 | 2 | 2 | 29 | 6  | +23 | 38 |
| 4   | Локомотив      | 15 | 9  | 1 | 5 | 30 | 12 | +18 | 28 |
| 5   | Крылья Советов | 16 | 6  | 4 | 6 | 12 | 15 | −3  | 22 |

### Статистика выступлений
| Итого | Итого | Итого | Итого | Итого | Итого | Итого | Итого | Дома | Дома | Дома | Дома | Дома | Дома | На выезде | На выезде | На выезде | На выезде | На выезде | На выезде |
| И     | О     | В     | Н     | П     | МЗ    | МП    | РМ    | В    | Н    | П    | МЗ   | МП   | РМ   | В         | Н         | П         | МЗ        | МП        | РМ        |
| ----- | ----- | ----- | ----- | ----- | ----- | ----- | ----- | ---- | ---- | ---- | ---- | ---- | ---- | --------- | --------- | --------- | --------- | --------- | --------- |
| 16    | 42    | 13    | 3     | 0     | 41    | 7     | +34   | 7    | 2    | 0    | 22   | 4    | +18  | 6         | 1         | 0         | 19        | 3         | +16       |

### Результаты по турам
| Тур   | 01 | 02 | 03 | 04 | 05 | 06 | 07 | 08 | 09 | 10 | 11 | 12 | 13 | 14 | 15 | 16 | 17 | 18 | 19 | 20 | 21 | 22 | 23 | 24 | 25 | 26 |
| ----- | -- | -- | -- | -- | -- | -- | -- | -- | -- | -- | -- | -- | -- | -- | -- | -- | -- | -- | -- | -- | -- | -- | -- | -- | -- | -- |
| Поле  | В  | В  | Д  | Д  | В  | Д  | В  | В  | Д  | Д  | —  | В  | Д  | В  | —  | В  | Д  | Д  | В  | Д  | Д  | В  | Д  | В  | Д  | В  |
| Итог  | В  | В  | В  | В  | Н  | Н  | В  | В  | В  | Н  |    | В  | В  | В  |    | В  | В  | В  |    |    |    |    |    |    |    |    |
| Место | 1  | 1  | 1  | 1  | 1  | 1  | 1  | 1  | 1  | 2  | 3  | 2  | 1  | 1  | 2  | 2  | 2  |    |    |    |    |    |    |    |    |    |

Последнее обновление: 16 августа 2025 года.
Источник: Суперлига. Официальный сайт

Поле: Д = дома; В = на выезде. Итог: Н = ничья; П = команда проиграла; В = команда выиграла; О = матч отложен.

### Матчи
| 7 марта 2025 1-й тур | Енисей (Красноярск)                | 1:5 (0:2)                                              | Спартак (Москва)                                                    | Красноярск |
| 13:00 MSK | Смирнова 50' · Низамутдинова 90+2′ | протокол матча (Суперлига) отчёт (Спартак) обзор матча | 8′, 60′, 62′ Филипович · 15′ Ивануша · 78′ Кузнецова · 88' Морозова | Стадион: «Футбол-Арена Енисей» Зрителей: 187 Судья: Ксения Горячева (Рязань) Помощники судьи: Екатерина Павленко (Кострома), Елена Красникова (Рузаевка) Резервный судья: Найля Хасанова (Нижний Новгород) |
| Енисей (Красноярск): Малаева, Гейбиева, Шейкина, Янушкявичюс, Исупова (Федишина, 79), Тир , Смирнова (Низамутдинова, 56), Булгакова (Красикова, 65), Зарубина, Овсяникова, Васильева. Запасные: Сергиенко, Поздеева, Плотникова, Алтухова, Иванчик, Шелохвостова, Плужник. Главный тренер: Артём Васильевич Баранов. Спартак (Москва): Щербакова, Мягкова (Карагёзян, 81), Морозова, Кожникова , Кулиш (Богдан, 73), Благоевич (Петкус, 81), Якупова, Свистунова (Кузнецова, 73), Ивануша, Филипович, Машина (Черкасова, 73). Запасные: Носенко, Коноваева. Главный тренер: Вадим Сергеевич Козлов. |                                    |                                                        |                                                                     | |

| 15 марта 2025 2-й тур | Чертаново (Москва)                                               | 1:6 (0:2)                                              | Спартак (Москва)                                                                                        | Москва |
| 20:00 MSK | Котельникова 5' · Петухова 47′ · Белоусова 65' · Березанская 83' | протокол матча (Суперлига) отчёт (Спартак) обзор матча | 6′ Машина · 18' 59′, 69′ Морозова · 41' Благоевич · 44′ (авт.) Белоусова · 53′ Свистунова · 77′ Якупова | Стадион: «Арена Чертаново» Зрителей: 368 Судья: Анастасия Варфоломеева (Москва) Помощники судьи: Яна Земскова (Самара), Анна Шадыханова (Азов) Резервный судья: Любовь Тарбеева (Киров) |
| Чертаново (Москва): Исайкина, Белоусова , Каморина, Олексюк, Тренькина, Шарифова, Акатьева (Сёмина, 75), Котельникова (Новик, 75), Березанская, Шкалова, Петухова. Запасные: Дудорова, Захарова, Шумакова, Груздева, Батырева, Беляева, Еременкова. Главный тренер: Алексей Сергеевич Тарасюк. Спартак (Москва): Щербакова, Мягкова, Морозова, Кожникова , Кулиш (Богдан, 79), Благоевич, Свистунова (Якупова, 57), Фёдорова (Кузнецова, 79), Ивануша (Черкасова, 70), Филипович, Машина. Запасные: Носенко, Карагёзян, Чередина, Коноваева, Петкус. Главный тренер: Вадим Сергеевич Козлов. |                                                                  |                                                        | | |

| 22 марта 2025 3-й тур | Спартак (Москва)                        | 3:0 (2:0)                                              | Краснодар    | Москва |
| 14:00 MSK | Ивануша 7′ · Машина 17′ · Черкасова 89′ | протокол матча (Суперлига) отчёт (Спартак) обзор матча | 50' Тимонина | Стадион: «Спартак» им. Черенкова Зрителей: 865 Судья: Кристина Душкова (Хабаровск) Помощники судьи: Елена Поликарпова (Тамбов), Алёна Бердникова (Санкт-Петербург) Резервный судья: Мария Ткачёва (Москва) |
| Спартак (Москва): Щербакова, Мягкова, Морозова, Кожникова , Кулиш, Благоевич (Чередина, 66), Якупова, Фёдорова (Черкасова, 77), Ивануша (Свистунова, 66), Филипович, Машина (Кузнецова, 87). Запасные: Носенко, Богдан, Карагёзян, Наумова, Коноваева, Табукова, Петкус. Главный тренер: Вадим Сергеевич Козлов. Краснодар: Силина , Пилигрым, Смирнова, Ястребинская, Тимонина, Джафарзаде (Каратаева, 83), Органова (Клочко, 79), Лихота (Пестрецова, 83), Жаркова, Самойленко (Воротынцева, 79), Болдырева (Шуба, 63). Запасные: Таймазова, Нестеренко. Главный тренер: Гамаль Низамиевич Бабаев. |                                         |                                                        |              | |

| 29 марта 2025 4-й тур | Спартак (Москва)                                       | 3:1 (0:0)                                              | Динамо (Москва)          | Москва |
| 14:00 MSK | Богдан 43' · Фёдорова 51′ · Машина 54′ · Филипович 66′ | протокол матча (Суперлига) отчёт (Спартак) обзор матча | 78′ Ковалёва · 84' Галай | Стадион: «Спартак» им. Черенкова Зрителей: 1113 Судья: Мария Ткачёва (Москва) Помощники судьи: Екатерина Павленко (Кострома), Елена Покорская (Москва) Резервный судья: Ксения Горячева (Рязань) |
| Спартак (Москва): Щербакова, Мягкова, Морозова, Кожникова , Богдан (Свистунова, 77), Благоевич, Якупова, Фёдорова, Ивануша, Филипович, Машина (Черкасова, 77). Запасные: Носенко, Карагёзян, Чередина, Наумова, Петкус, Кузнецова. Главный тренер: Вадим Сергеевич Козлов. Динамо (Москва): Пономарёва, Шлапакова (Ковалёва, 59), Бессолова , Белован, Самойлова, Галай, Данилочкина (Вучкович, 52), Комиссарова (Божич, 74), Сас, Уиллиамс (Басаева, 59), Шестернёва (Абашилова, 74). Запасные: Таранченко, Щервянина, Дигурова, Дричева, Никитина, Сергеева. Главный тренер: Сергей Николаевич Лаврентьев. |                                                        |                                                        |                          | |

| 13 апреля 2025 5-й тур | ЦСКА (Москва)                                          | 1:1 (1:0)                                              | Спартак (Москва)                            | Химки |
| 13:00 MSK | Кишмахова 23' · Петрова 26′ · Чавич 54' · Смирнова 65' | протокол матча (Суперлига) отчёт (Спартак) обзор матча | 23' Мягкова · 49' Филипович · 55′ Кожникова | Стадион: «Новые Химки» Зрителей: 853 Судья: Ксения Горячева (Рязань) Помощники судьи: Анастасия Матвеева (Тамбов), Анна Куркина (Москва) Резервный судья: Алина Вахрушева (Москва) |
| ЦСКА (Москва): Ананьева, Плешкова, Братко, Дамьянович , Мясникова, Крайсумович (Онгене, 58), Чавич, Смирнова, Кишмахова (Семёнова, 83), Петрова, Яковлева (Гомес, 68). Запасные: Грязнова, Мануйлова, Шишкина, Ачоян, Ермакова, Долматова. Главный тренер: Максим Юрьевич Зиновьев. Спартак (Москва): Щербакова, Мягкова, Морозова, Кожникова , Кулиш, Благоевич, Якупова (Свистунова, 90+3), Фёдорова, Ивануша (Черкасова, 82), Филипович, Машина (Кузнецова, 86). Запасные: Носенко, Богдан, Карагёзян, Чередина, Колокольчикова, Петкус. Главный тренер: Вадим Сергеевич Козлов. |                                                        |                                                        |                                             | |

| 19 апреля 2025 6-й тур | Спартак (Москва) | 0:0 (0:0)                                              | Зенит (Санкт-Петербург) | Москва |
| 12:00 MSK |                  | протокол матча (Суперлига) отчёт (Спартак) обзор матча | 90+3' Коровкина         | Стадион: «Спартак» им. Черенкова Зрителей: 1316 Судья: Карина Афанасьева (Курск) Помощники судьи: Анастасия Топорова (Омск), Яна Земскова (Самара) Резервный судья: Наиля Хасанова (Нижний Новгород) |
| Спартак (Москва): Щербакова, Мягкова, Морозова, Кожникова , Кулиш, Благоевич, Якупова, Фёдорова, Ивануша (Свистунова, 64), Филипович, Машина (Черкасова, 76). Запасные: Носенко, Богдан, Карагёзян, Чередина, Колокольчикова, Коноваева, Петкус. Главный тренер: Вадим Сергеевич Козлов. Зенит (Санкт-Петербург): Воскобович, Мирзалиева, Куропаткина, Цыбутович , Джиникашвили, Шиншилла, Поздеева, Андреева (Кики, 80), Пантюхина (Коровкина, 68), Жаркова, Гживиньска. Запасные: Гриченко, Симановская, Эстрада, Алексеева, Трофимова, Хохлова, Ишмухаметова, Лазарева. Главный тренер: Ольга Сергеевна Порядина. |                  |                                                        |                         | |

| 26 апреля 2025 7-й тур | Крылья Советов (Самара) | 0:2 (0:0)                                              | Спартак (Москва)                                 | Самара |
| 15:00 MSK |                         | протокол матча (Суперлига) отчёт (Спартак) обзор матча | 17′ 21' Филипович · 30' Морозова · 65′ Кузнецова | Стадион: «Металлург» Зрителей: 1651 Судья: Любовь Тарбеева (Киров) Помощники судьи: Екатерина Чернова (Ульяновск), Дарья Тихомирова (Екатеринбург) Резервный судья: Анна Куркина (Москва) |
| Крылья Советов (Самара): К. Фёдорова, Ковтун, Еремеева, Дурнова, Иванова (Солодухина, 46), Туриева (Степашева, 87), Пешкова, Матич, Чавич, Ильиных (Сарвилина, 72), Воскобович (Кипяткова, 80). Запасные: Прокопьева, Марчик, Шведова, Осипова, Елисеева, Медведь, Гефко, Милович. Главный тренер: Дмитрий Юрьевич Воецкий. Спартак (Москва): Щербакова, Мягкова (Колокольчикова, 72), Морозова, Кожникова , Кулиш, Благоевич, Якупова, М. Фёдорова (Черкасова, 72), Ивануша, Филипович, Машина (Кузнецова, 61). Запасные: Носенко, Карагёзян, Чередина, Коноваева. Главный тренер: Вадим Сергеевич Козлов. |                         |                                                        |                                                  | |

| 3 мая 2025 8-й тур | Рязань-ВДВ | 0:2 (0:2)                                              | Спартак (Москва)                          | Рязань |
| 14:00 MSK | Дубова 4'  | протокол матча (Суперлига) отчёт (Спартак) обзор матча | 25′ Машина · 28′ Филипович · 74' Морозова | Стадион: «Спартак» Зрителей: 1141 Судья: Найля Хасанова (Нижний Новгород) Помощники судьи: Екатерина Бибикова (Симферополь), Елена Шнырова (Тюмень) Резервный судья: Алина Вахрушева (Москва) |
| Рязань-ВДВ: Жаманакова, Присяжнюк, Долматова (Власенко, 84), Олегина, Зиястинова, Алёшичева (Ильина, 69), Перепечина (Маркова, 84), Дубова (Шувалова, 60), Зубкова (Анисина, 60), Солина, Морина. Запасные: Свидунович, Анисимова, Завадкина, Гусева. Главный тренер: Наталья Владимировна Карасёва. Спартак (Москва): Щербакова, Мягкова (Колокольчикова, 46), Морозова (Карагёзян, 84), Кожникова , Кулиш, Благоевич, Якупова, Свистунова (Чередина, 76), Ивануша (Коноваева, 62), Филипович, Машина (Кузнецова, 76). Запасные: Носенко, Черкасова. Главный тренер: Вадим Сергеевич Козлов. |            |                                                        |                                           | |

| 11 мая 2025 9-й тур | Спартак (Москва)                             | 2:0 (0:0)                                              | Ростов (Ростов-на-Дону) | Москва |
| 13:00 MSK | Благоевич 29' · Филипович 64′ · Фёдорова 88′ | протокол матча (Суперлига) отчёт (Спартак) обзор матча |                         | Стадион: «Спартак» им. Черенкова Зрителей: 730 Судья: Ксения Горячева (Рязань) Помощники судьи: Елена Собчук (Санкт-Петербург), Елена Поликарпова (Тамбов) Резервный судья: Любовь Тарбеева (Киров) |
| Спартак (Москва): Щербакова, Колокольчикова (Мягкова, 63), Карагёзян, Кожникова , Кулиш, Благоевич, Якупова (Чередина, 63), Фёдорова, Черкасова (Литвиненко, 83), Филипович, Машина (Кузнецова, 46). Запасные: Носенко, Богдан, Бакланова. Главный тренер: Вадим Сергеевич Козлов. Ростов (Ростов-на-Дону): Уласевич , Мызникова, Казарян, Голощёкова, Пестерева, Даллакян, Дудко (Захаренко, 78), Краснова, Кирпичникова, Шалимова, Пизлова. Запасные: Чернышова, Комарова, Дергоусова. Главный тренер: Яна Геннадьевна Чуб. |                                              |                                                        |                         | |

| 17 мая 2025 10-й тур | Спартак (Москва)                                                                     | 3:3 (2:2)                                              | Локомотив (Москва)                                          | Москва |
| 17:00 MSK | Машина 12' · Якупова 44′, 80′ · Филипович 45+3′ · Черкасова 51' · Колокольчикова 76' | протокол матча (Суперлига) отчёт (Спартак) обзор матча | 19′, 68′ Чубрило · 29′ Буткевич · 56' Козлова · 58' Юкляева | Стадион: «Спартак» им. Черенкова Зрителей: 868 Судья: Надежда Горинова (Казань) Помощники судьи: Елена Красникова (Рузаевка), Елена Покорская (Москва) Резервный судья: Алина Вахрушева (Москва) |
| Спартак (Москва): Щербакова, Мягкова (Колокольчикова, 75), Морозова, Кожникова , Кулиш, Благоевич, Якупова, Фёдорова, Черкасова (Свистунова, 59), Филипович, Машина (Кузнецова, 75). Запасные: Носенко, Богдан, Бакланова, Карагёзян, Чередина, Наумова, Ивануша. Главный тренер: Вадим Сергеевич Козлов. Локомотив (Москва): Щербак, Лазаревич, Буткевич, Козюпа, Абдуллина, Козлова (Бизенкова, 67), Чубрило (Долгова, 88), Линник, Юкляева, Шеина , Буваро. Запасные: Гайер, Машкова, Юхаева, Зальмиева, Головина, Каурова. Главный тренер: Елена Александровна Фомина. |                                                                                      |                                                        |                                                             | |

| 14 июня 2025 12-й тур | Звезда-2005 (Пермь) | 0:1 (0:0)                                              | Спартак (Москва) | Пермь |
| 11:00 MSK | Акимова 69'         | протокол матча (Суперлига) отчёт (Спартак) обзор матча | 90+1′ Машина     | Стадион: «Звезда» Зрителей: 544 Судья: Вера Опейкина (Сочи) Помощники судьи: Екатерина Курочкина (Малаховка), Екатерина Павленко (Кострома) Резервный судья: Марина Крупская (Екатеринбург) |
| Звезда-2005 (Пермь): Широкова, Арцимович (К. Рогожкина, 74), Пирогова, Акимова , П. Рогожкина, Кузищина, Магер, Шахова, Рай (Бысик, 82), Тиховодова, Сорокина (Курочкина, 68). Запасные: Мацкевич, Зварич, Сиволобова, Фасхутдинова, Горшкова. Главный тренер: Елена Анатольевна Суслова. Спартак (Москва): Щербакова, Мягкова, Морозова, Кожникова , Кулиш, Благоевич, Чередина (Ивануша, 78), Фёдорова, Якупова (Свистунова, 64), Филипович, Машина. Запасные: Носенко, Богдан, Бакланова, Колокольчикова, Черкасова. Главный тренер: Вадим Сергеевич Козлов. |                     |                                                        |                  | |

| 22 июня 2025 13-й тур | Спартак (Москва)                                             | 6:0 (1:0)                                              | Рубин (Казань) | Москва |
| 16:00 MSK | Якупова 14′, 65′ · Филипович 50′, 52′, 90+1′ · Благоевич 87′ | протокол матча (Суперлига) отчёт (Спартак) обзор матча | 67' Хакимова   | Стадион: «Спартак» им. Черенкова Зрителей: 984 Судья: Карина Афанасьева (Курск) Помощники судьи: Елена Собчук (Санкт-Петербург), Елена Красникова (Рузаевка) Резервный судья: Наиля Хасанова (Нижний Новгород) |
| Спартак (Москва): Щербакова, Мягкова, Н. Морозова, Кожникова , Кулиш (Бакланова, 73), Благоевич, Якупова, Фёдорова, Ивануша (Чередина, 46), Филипович, Машина (Черкасова, 78). Запасные: Носенко, Богдан, Наумова, Колокольчикова, Свистунова, Кузнецова. Главный тренер: Вадим Сергеевич Козлов. Рубин (Казань): Севко, Барвинок, Савина (Сазонова, 88), Шолгина , Дорофеева, Зайнутдинова, Ульянина (Скотникова, 75), А. Морозова (Кислицина, 62), Алпатова, Житко, Хакимова. Запасные: Еремеева, Цирульникова, Мамедова, Агеева. Главный тренер: Евгений Константинович Портнов. |                                                              |                                                        |                | |

| 12 июля 2025 14-й тур | Динамо (Москва)                              | 0:2 (0:0)                                              | Спартак (Москва)                          | Москва |
| 20:45 MSK | Дигурова 51' · Шестернёва 75' · Уиллиамс 89' | протокол матча (Суперлига) отчёт (Спартак) обзор матча | 52′ Фёдорова · 75' Машина · 90′ Кожникова | Стадион: «Новогорск-Динамо» Зрителей: 128 Судья: Марина Крупская (Екатеринбург) Помощники судьи: Екатерина Павленко (Кострома), Яна Земскова (Самара) Резервный судья: Оксана Лихачёва (Москва) |
| Динамо (Москва): Пономарёва, Дигурова (Галай, 58), Колтакова, Белован (Уиллиамс, 84), Никитина, Вучкович (Комиссарова, 71), Бессолова , Сас, Ковалёва, Нажэмба (Шлапакова, 71), Басаева (Шестернёва, 58). Запасные: Таранченко, Абашилова, Божич, Ичен, Данилочкина. Главный тренер: Александр Михайлович Катасонов. Спартак (Москва): Щербакова, Мягкова, Морозова, Кожникова , Кулиш, Якупова, Благоевич, Фёдорова, Черкасова (Халиулина, 90+2), Филипович, Машина (Ивануша, 77). Запасные: Носенко, Богдан, Бакланова, Наумова, Колокольчикова, Петкус. Главный тренер: Вадим Сергеевич Козлов. |                                              |                                                        |                                           | |

| 26 июля 2025 16-й тур | Краснодар      | 0:1 (0:0)                                              | Спартак (Москва) | Краснодар |
| 11:00 MSK | Кривенко 90+1' | протокол матча (Суперлига) отчёт (Спартак) обзор матча | 48′ Якупова      | Стадион: Стадион академии ФК «Краснодар» Зрителей: 437 Судья: Кристина Саакян (Воронеж) Помощники судьи: Анастасия Матвеева (Тамбов), Кристина Варяница (Краснодар) Резервный судья: Карина Афанасьева (Курск) |
| Краснодар: Силина , Пилигрым, Смирнова, Ястребинская, Тимонина, Клочко (Новосад, 33; Кадигроб, 86), Органова (Кривенко, 86), Лихота (Жафарзаде, 86), Шуба (Самойленко, 73), Воротынцева (Коротаева, 73), Болдырева. Запасные: Бачурина, Таймазова, Вартанян, Нестеренко, Миляева. Главный тренер: Гамаль Низамиевич Бабаев. Спартак (Москва): Щербакова, Богдан (Мягкова, 46), Морозова, Кожникова , Кулиш (Колокольчикова, 90+4), Петкус, Благоевич, Якупова (Ивануша, 76), Фёдорова, Черкасова (Машина, 46), Филипович (Халиулина, 90). Запасные: Носенко, Бакланова. Главный тренер: Сергей Алексеевич Свечкарь. |                |                                                        |                  | |

| 10 августа 2025 17-й тур | Спартак (Москва)                                              | 1:0 (1:0)                                              | Рязань-ВДВ               | Москва |
| 13:00 MSK | Маркова 14′ (авт.) · Кулиш 45+2' · Петкус 63' · Филипович 73' | протокол матча (Суперлига) отчёт (Спартак) обзор матча | 61' Олегина · 77' Морина | Стадион: «Спартак» им. Черенкова Зрителей: 530 Судья: Марина Крупская (Екатеринбург) Помощники судьи: Анастасия Матвеева (Тамбов), Алёна Бердникова (Санкт-Петербург) Резервный судья: Екатерина Манченко (Волгоград) |
| Спартак (Москва): Щербакова, Мягкова, Морозова, Кожникова , Кулиш, Петкус, Благоевич, Якупова (Халиулина, 90+2), Фёдорова, Филипович, Ивануша (Черкасова, 69). Запасные: Носенко, Богдан, Бакланова, Чередина, Наумова, Колокольчикова, Машина. Главный тренер: Сергей Алексеевич Свечкарь. Рязань-ВДВ: Свидунович, Присяжнюк (Гефко, 40), Маркова, Олегина, Зиястинова, Анисина (Власенко, 57), Перепечина , Мустафаева (Солина, 46), Зубкова (Алешичева, 84), Дубова (Каурова, 84), Морина. Запасные: Жаманакова, Долматова. Главный тренер: Наталья Владимировна Карасёва. |                                                               |                                                        |                          | |

| 16 августа 2025 18-й тур | Спартак (Москва)                                        | 3:0 (2:0)                  | Чертаново (Москва) | Москва |
| 12:30 MSK | Фёдорова 10′ (пен.) · Филипович 38′ (пен.) · Машина 82′ | протокол матча (Суперлига) | 38' Олексюк        | Стадион: «Спартак» им. Черенкова Судья: Анастасия Варфоломеева (Москва) Помощники судьи: Екатерина Павленко (Кострома), Оксана Лихачёва (Москва) Резервный судья: Елена Шнырова (Тюмень) |
| Спартак (Москва): Щербакова, Мягкова (Бакланова,78), Морозова, Кожникова , Кулиш, Петкус, Фёдорова, Благоевич (Черкасова, 73), Якупова (Чередина, 78), Филипович (Халиулина, 86), Ивануша (Машина, 73). Запасные: Носенко, Богдан, Наумова, Колокольчикова. Главный тренер: Сергей Алексеевич Свечкарь. Чертаново (Москва): Исайкина, Новик, Еременкова , Олексюк, Тренькина (Сёмина, 83), Шкалова (Захарова, 73), Котельникова (Белоусова, 18), Шарифова, Копцова, Соболева, Петухова (Груздева, 83). Запасные: Прохорова, Каморина, Беляева. Главный тренер: Алексей Сергеевич Тарасюк. |                                                         |                            |                    | |

| 23 августа 2025 19-й тур | Зенит (Санкт-Петербург) | –:–                        | Спартак (Москва) | Санкт-Петербург            |
|                          |                         | протокол матча (Суперлига) |                  | Стадион: «Смена» (поле №5) |

| 7 сентября 2025 20-й тур | Спартак (Москва) | –:–                        | Крылья Советов (Самара) | Москва                           |
|                          |                  | протокол матча (Суперлига) |                         | Стадион: «Спартак» им. Черенкова |

| 20 сентября 2025 21-й тур | Спартак (Москва) | –:–                        | Енисей (Красноярск) | Москва                           |
|                           |                  | протокол матча (Суперлига) |                     | Стадион: «Спартак» им. Черенкова |

| 27 сентября 2025 22-й тур | Ростов (Ростов-на-Дону) | –:–                        | Спартак (Москва) | Ростов-на-Дону       |
|                           |                         | протокол матча (Суперлига) |                  | Стадион: «Локомотив» |

| 5 октября 2025 23-й тур | Спартак (Москва) | –:–                        | Звезда-2005 (Пермь) | Москва                           |
|                         |                  | протокол матча (Суперлига) |                     | Стадион: «Спартак» им. Черенкова |

| 18 октября 2025 24-й тур | Локомотив (Москва) | –:–                        | Спартак (Москва) | Москва                  |
|                          |                    | протокол матча (Суперлига) |                  | Стадион: «Сапсан Арена» |

| 2 ноября 2025 25-й тур | Спартак (Москва) | –:–                        | ЦСКА (Москва) | Москва                           |
|                        |                  | протокол матча (Суперлига) |               | Стадион: «Спартак» им. Черенкова |

| 8 ноября 2025 26-й тур | Рубин (Казань) | –:–                        | Спартак (Москва) | Казань                      |
|                        |                | протокол матча (Суперлига) |                  | Стадион: «Трудовые резервы» |

## Кубок России
Являясь участником чемпионата России 2025, клуб начнёт своё выступление в Кубке России 2025 с 1/8 финала.

### Матчи
| 6 июля 2025 1/8 финала | Рубин (Казань)                                                  | 1:5 (1:0)                                        | Спартак (Москва)                                                   | Казань |
| 19:00 MSK | Абраменко 17′ · А. Морозова 25' · Ульянина 45+1' · Мамедова 77' | протокол матча (РФС) отчёт (Спартак) обзор матча | 56′, 62′ Якупова · 67′ Н. Морозова · 71′ Филипович · 87′ Черкасова | Стадион: «Рубин» поле №2 Зрителей: 226 Судья: Кристина Саакян (Воронеж) Помощники судьи: Екатерина Чернова (Ульяновск), Русалина Челохсаева (Владикавказ) Резервный судья: Наталья Аксенова (Москва) |
| Рубин (Казань): Цирульникова, Ульянина (Становова, 54), Шолгина , Мамедова, Дорофеева, Абраменко, Барвинок, А. Морозова, Алпатова (Кислицина, 72), Зайнутдинова, Житко (Хакимова, 64). Запасные: Еремеева, Севко, Агеева, Насибуллова, Скотникова, Сазонова, Овечкина. Главный тренер: Евгений Константинович Портнов. Спартак (Москва): Щербакова, Колокольчикова (Мягкова, 46), Н. Морозова, Кожникова , Кулиш (Богдан, 73), Якупова (Петкус, 82), Благоевич, Фёдорова, Ивануша (Халиулина, 73), Филипович, Машина (Черкасова, 60). Запасные: Носенко, Бакланова. Главный тренер: Вадим Сергеевич Козлов. |                                                                 |                                                  |                                                                    | |

| 2 августа 2025 1/4 финала | Спартак (Москва)              | 1:0 (0:0)                                        | Крылья Советов (Самара) | Москва |
| 13:00 MSK | Благоевич 45+1' · Якупова 86′ | протокол матча (РФС) отчёт (Спартак) обзор матча |                         | Стадион: «Спартак» им. Черенкова Зрителей: 773 Судья: Надежда Горинова (Казань) Помощники судьи: Елена Поликарпова (Тамбов), Елена Шнырова (Тюмень) Резервный судья: Кристина Варяница (Краснодар) |
| Спартак (Москва): Щербакова, Мягкова, Морозова, Кожникова , Кулиш, Петкус, М. Фёдорова, Благоевич, Якупова, Филипович (Черкасова, 90+3), Машина (Ивануша, 90). Запасные: Носенко, Богдан, Бакланова, Чередина, Халиулина, Наумова, Колокольчикова. Главный тренер: Вадим Сергеевич Козлов. Крылья Советов (Самара): Прокопьева, Чавич, Дурнова , Шведова, Ковтун, Пешкова (Иванова, 66), Чирич, Степашева (Туриева, 46), Воскобович (Осипова, 89), Шишкина (Солодухина, 59), Вукович (Матич, 46). Запасные: К. Фёдорова, Елисеева, Медведь, Ильиных, Руднева. Главный тренер: Дмитрий Юрьевич Воецкий. |                               |                                                  |                         | |

#### 1/2 финала
| 30 августа 2025 Первый | Спартак (Москва) | –:–                  | ЦСКА (Москва) | Москва |
|                        |                  | протокол матча (РФС) |               |        |

| 13 сентября 2025 Ответный | ЦСКА (Москва) | –:–                  | Спартак (Москва) | Москва |
|                           |               | протокол матча (РФС) |                  |        |

### Комментарии
1. 1 2 3  Главный тренер «Спартака» Вадим Козлов был дисквалифицирован на 3 матча после игры с «Динамо», таким образом командой руководил ассистент главного тренера Сергей Свечкарь.